# 静岡県立浜松南高等学校
静岡県立浜松南高等学校（しずおかけんりつ はままつみなみこうとうがっこう）は、静岡県浜松市中央区米津町にある県立全日制高等学校。普通科と理数科が設置されている。略称は「南高（みなみこう）」、「浜南（はまなん）」。

## 概要
1963年設立。浜松市中央区米津町に位置し、学校周辺には田畑が多く、海（太平洋）にも近い。
設立当初は商業科と普通科が設置されていたが、その後商業科が1992年に閉科され、2003年4月から理数科が設置された。
静岡大学と提携しており、ロボット講座や実験実習講座などの体験活動を行っている。

### 校訓
「最善を尽くそう」

### 校章
逆三角形で若人が大空に手を広げている姿をイメージしている。

### 校歌
校歌は全て浜松南高校関係者の手によって作成された。

## 沿革[5]
- 1963年（昭和38年）4月1日 - 設立。全日制課程普通科及び商業科を設置。
- 1963年 （昭和38年）現校舎完成。
- 1965年（昭和40年）第1体育館完成。
- 1990年（平成2年）4月1日 - 商業科を募集停止。
- 2003年（平成15年）4月1日 - 理数科を設置。
- 2012年（平成24年）10月5日 - 創立50周年記念式典を挙行。
- 2024年（令和6年）4月 創立当初からの制服を変更。[6]
- 2026年 (令和8年）3月 (予定) 創立当初からの校舎を新校舎に建て替え。
- 2026年（令和8年）3月(予定)旧校舎解体が始まる。
- 2027年（令和9年）新校舎北側サッカー場、新校舎南側グラウンド整備。

## 設置学科、進学状況
二つの学科が設置されている。
- 普通科
- 理数科

令和７年度は普通科280人（7クラス）、理数科40人（1クラス）ずつの募集となっている。

### 普通科
2025年（令和7年）度の志願倍率は、1.16倍であった。
1年次は芸術科目（音楽、書道、美術）を除き、全員が同じ教科・科目を同じ単位で学習する。2年次に文類型・理類型の選択を行う。3年次になると、文類型はさらに「文1（私立大学進学希望者）」と「文2（国公立大学進学希望者）」に分かれる。

### 理数科
例年入試倍率が高く、2.0倍を超える年もある。2025年（令和7年）度は1.75倍であった。
受検の際は、理数科を第一志望、普通科を第二志望とすることができる（併願の扱いは共通枠の第一段階から行う）。例えば、理数科を第一志望、普通科を第二志望にし、もし理数科が不合格となったとしても、第二志望の普通科に関しては単願の人と全く同じ基準で合格者を選定する。
2年生で文系・理系を選択する普通科と異なり、1年生の時から数学・理科に重点を置いて学習する。
岡崎市にある自然科学研究機構訪問、大学教授による講座をはじめとした様々な研修活動が行われる。2年生では授業として「課題研究」が実施され、グループごとに数学・理科の分野の中からテーマを設定し、研究を進める。12月の校内発表会で最優秀グループとなったグループは、静岡県の理数科課題研究発表会に参加する。
土曜日に行われる土曜補習（英語・数学・国語）は、普通科の生徒は希望参加であるが、理数科は原則全員参加となっている。

### 進学状況

#### 国公立大学
- 東京大学
- 東京科学大学
- 北海道大学
- 大阪大学
- 山梨大学
- 浜松医科大学
- 筑波大学
- 名古屋大学
- 千葉大学
- 岡山大学
- 東北大学
- 横浜市立大学
- 神戸大学
- 金沢大学
- 三重大学
- 信州大学
- 広島大学
- 岐阜大学
- 横浜国立大学
- 名古屋市立大学
- 新潟大学
- 島根大学
- 群馬大学
- 東京学芸大学
- 熊本大学
- 愛媛大学
- 長崎大学
- 富山大学
- 山形大学
- 高知大学
- 琉球大学
- 鳥取大学
- 愛知教育大学

など

#### 私立大学
- 東邦大学
- 慶応義塾大学
- 早稲田大学
- 東海大学
- 帝京大学
- 青山学院大学
- 東京理科大学
- 北里大学
- 中央大学
- 日本大学
- 明治大学
- 藤田医科大学
- 順天堂大学
- 杏林大学
- 防衛大学

など

## 学校生活
生徒会活動は教員主導ではなく、生徒総会を最高決定機関として生徒会執行部を中心として教員の助けを借りながら行われている。

### 行事
毎年6月に行われる文化祭「波濤祭」は、生徒会執行部に各専門委員長と他数名を加えた運営本部を中心に運営されている。この波濤祭では、伝統行事となっている「垂れ幕落とし」が行われる。
7月に運動大会、9月下旬には体育大会が行われる。
修学旅行は「研修旅行」と呼び、普通科は3泊4日で北海道へ、理数科は4泊5日で台湾へ行く。
- 4月 - 入学式
- 5月 - 遠足
- 6月 - 波濤祭（文化祭）
- 7月 - 運動大会
- 8月 - 夏休み・中学生一日体験入学
- 9月 - 体育大会
- 10月 - 研修旅行(2年生)
- 11月 - 保育実習（1年生）
- 1月 - 百人一首大会(1年生)
- 3月 - 卒業式

## 部活動

### 運動部
- サッカー部
- 野球部
- 陸上部
- ハンドボール部
- バレーボール部（男・女）
- 水泳部
- テニス部（男・女）
- 卓球部
- 剣道部
- バスケットボール部（男・女）
- 女子ソフトボール部
- 弓道部

### 文化部
- 放送部
- 吹奏楽部
- 書道部
- 将棋囲碁部
- 茶道部
- 美術部
- 写真部
- 放送部
- 音楽研究部
- マイコン部
- 家庭部
- 自然科学部（物理化学班・生物班）

### 同好会
令和6年現在、同好会はない。
- 葦の根（ボランティア）
- 空手同好会

## 施設
※静岡県立浜松南高等学校は令和8年度より、新校舎に移行となる。それに伴い現校舎は解体となる。工事期間中の学校生活は、現校舎を使用する。
- 贖買（パンなどの食品・文房具）
- 進路室
- 波濤館（宿泊棟・宿泊施設）
- 図書館
- 第一体育館
- 第二体育館
- 格技場（解体完了）
- テニスコート（4面）
- 50メートルプール（解体・整地工事中）
- 中庭
- ハンドボールコート（2面）
- 駐輪場（一部解体完了）
- 男女トイレ
- 男女外トイレ（2箇所）（第1体育館横解体完了）
- 部室（県有）
- トレーニング室（南高校私有）
- 外部活倉庫（今年度新設完了）

## 著名な出身者
- 伊藤久朗 - 静岡第一テレビ元アナウンサー
- 佐藤イサク - 佐鳴予備校の創業者
- 鈴木通代 - 静岡放送（SBS）元アナウンサー
- 宅八郎 - 元おたく評論家
- HIKARI - ミュージシャン
- 鈴木康広 - アーティスト
- 垣内康晴 -  アルバイトタイムス代表取締役社長、ピーエイ代表取締役社長兼COO
- 横原千史 - 音楽評論家、音楽学者
- 詩歩 - 写真家
- 若木信吾 - 写真家、映画監督
- 佐野太河 - 元プロ野球選手
- 大久保貴広 - 元サッカー選手
- 大石悠貴 - 新潟テレビ21（UX）アナウンサー
- 田内浩之 - 政治家、湖西市長、元静岡県議会議員。

## アクセス
- 遠鉄バス16-4小沢渡線 ｢法枝町｣停留所下車[14]。
- 通常登校時に限り、浜松駅バスターミナル4のりばより、「直通　浜松南高行き」の運行もある。（この便に限り、南高校内へ乗り入れる。）
- 舘山寺より、浜松南高行きの通学便の運行もある。

　　「舘山寺町→フラワーパーク→湖東団地中→パークタウン→浜松聖星高校→浜松西高→浜松南高」